# Mármol Macael Club Deportivo
El Mármol Macael Club Deportivo fue un equipo de fútbol español fundado en 1952 en Macael, Almería y desaparecido finalmente en 2011 que jugó en la Segunda División B de España.

## Historia
El club empezó su andadura en las divisiones regionales de Andalucía con el nombre de Atlético Macael CF, hasta que en la temporada 1982/83 empezó a jugar en la Tercera División de España. Permaneció en la Tercera División durante seis años, hasta que en la temporada 1992/93, tras quedar cuarto de grupo, ascendió a la Segunda División B de España. En la temporada 1993/1994 se clasificó para la Copa de S.M. el Rey, jugando en la tercera ronda contra el Real Racing Club de Santander, en la ida jugada en Macael hubo empate a 2, y el la vuelta ganó el Real Racing por 4 goles a 1.
Permaneció en la división durante tres años, ya que tras finalizar en decimoséptima posición descendió de categoría. En la temporada 1998/99 volvió a descender de categoría, aunque solo durante un año, ya que tras quedar primero en su grupo ascendió de nuevo a la Tercera División de España. Tras otros tres años en Tercera División, volvió a descender, y dos años después bajó de nuevo de categoría, volviendo a la Regional Preferente de Andalucía y desapareciendo finalmente en 2011.

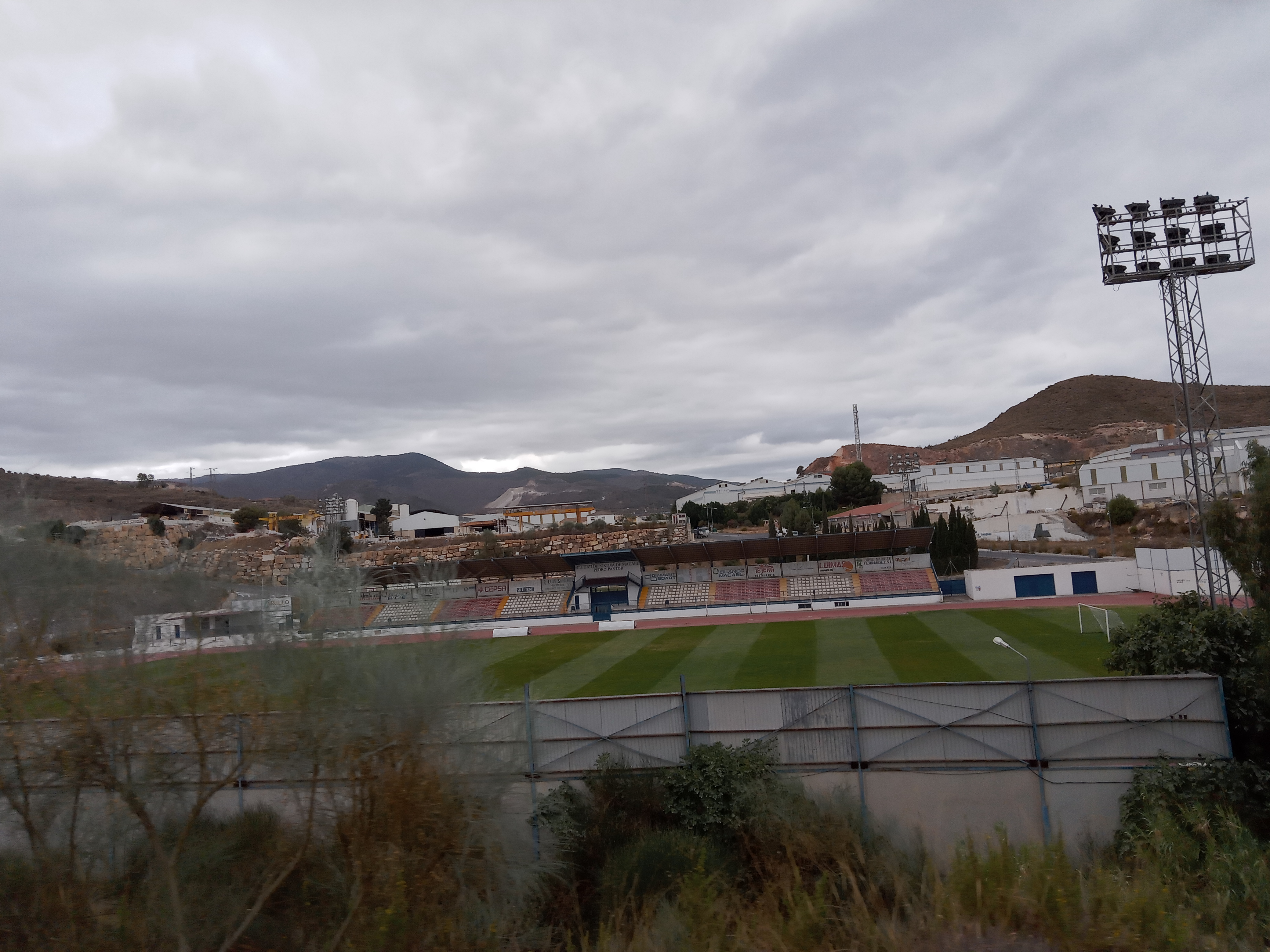
Ciudad Deportiva de Macael

## Temporadas
| Temporada | Nivel | División | Posición | Copa del Rey |
| --------- | ----- | -------- | -------- | ------------ |
| 1952-1982 | 5     | Reg.     | —        |              |
| 1982/83   | 4     | 3.ª      | 6º       |              |
| 1983/84   | 4     | 3.ª      | 15º      |              |
| 1984/85   | 4     | 3.ª      | 10º      |              |
| 1985/86   | 4     | 3.ª      | 16º      |              |
| 1986/87   | 4     | 3.ª      | 20º      |              |
| 1987/88   | 4     | 3.ª      | 8º       |              |
| 1988/89   | 4     | 3.ª      | 13º      |              |
| 1989/90   | 4     | 3.ª      | 6º       |              |
| 1990/91   | 4     | 3.ª      | 3º       |              |
| 1991/92   | 4     | 3.ª      | 2º       |              |
| 1992/93   | 4     | 3.ª      | 4º       |              |
| 1993/94   | 3     | 2ªB      | 13º      |              |
| 1994/95   | 3     | 2ªB      | 8º       |              |
| 1995/96   | 3     | 2ªB      | 17º      |              |

| Temporada | Nivel | División | Posición | Copa del Rey |
| --------- | ----- | -------- | -------- | ------------ |
| 1996/97   | 4     | 3.ª      | 15º      |              |
| 1997/98   | 4     | 3.ª      | 8º       |              |
| 1998/99   | 4     | 3.ª      | 18º      |              |
| 1999/00   | 5     | Pref.    | 1º       |              |
| 2000/01   | 4     | 3.ª      | 9º       |              |
| 2001/02   | 4     | 3.ª      | 4º       |              |
| 2002/03   | 4     | 3.ª      | 20º      |              |
| 2003/04   | 5     | Pref.    | 4º       |              |
| 2004/05   | 5     | 1ª And.  | 3º       |              |
| 2005/06   | 5     | 1ª And.  | 14º      |              |
| 2006/07   | 6     | Pref.    | 12º      |              |

- 3 temporadas en Segunda División B
- 17 temporadas en Tercera División